# Hungerau
Hungerau ist eine Wüstung im Süden der Stadtflur von Bischofswerda im Landkreis Bautzen. Im Jahr 1427 wird das Dorf mit dem Namen Hungeraw erstmals als solches erwähnt. Für 1454 ist die Namensform Hungerow beurkundet. Das Vorwerk unterstand bis 1400 der Grundherrschaft des Rittergutes Putzkau und wechselte dann in den Besitz des Rates Bischofswerda. Heute ist Hungerau in die Stadt Bischofswerda aufgegangen und ist archäologisches Kulturdenkmal auf der Gemarkung Bischofswerda.

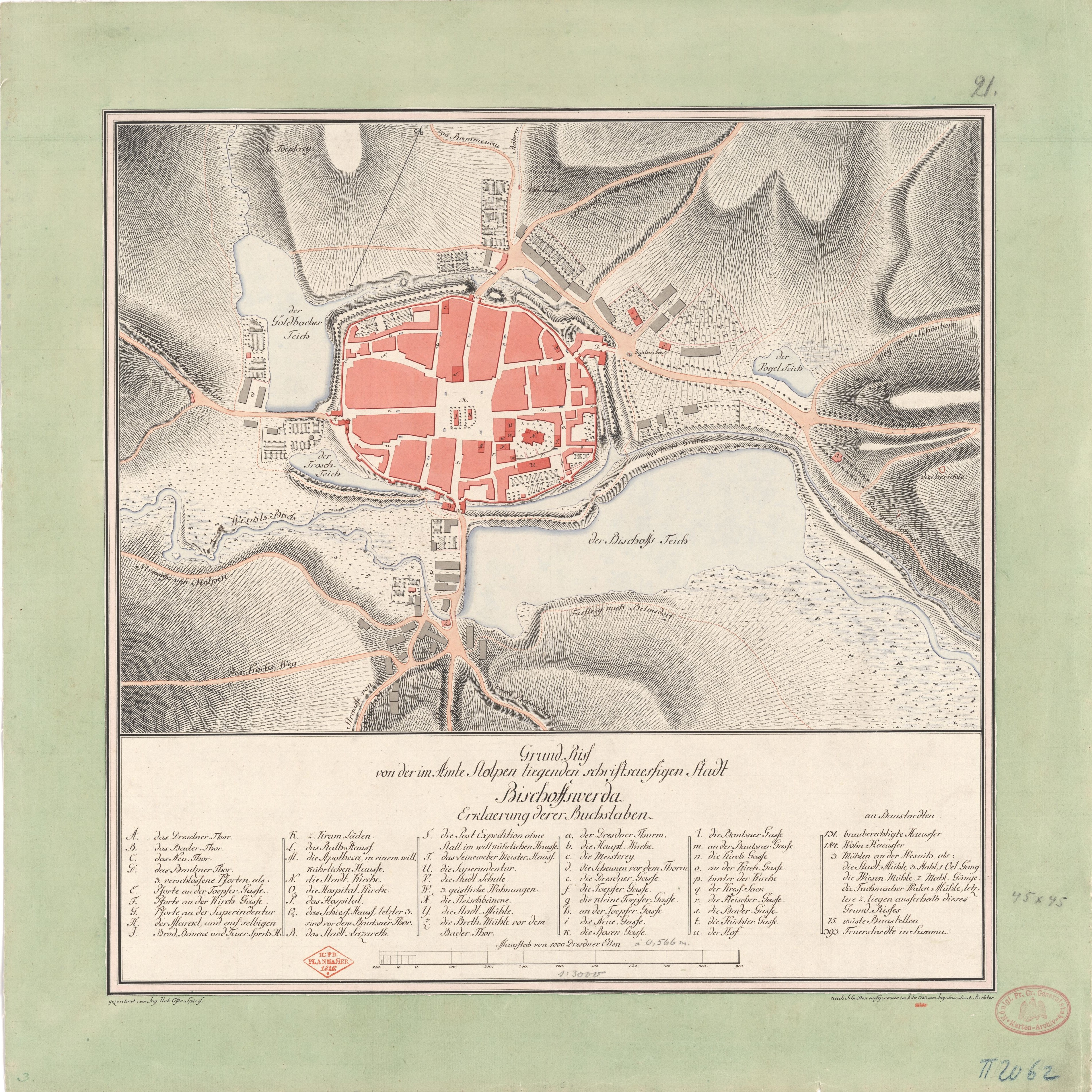
Grundriss Bischofswerdas, Handzeichnung von 1793

## Beschreibung

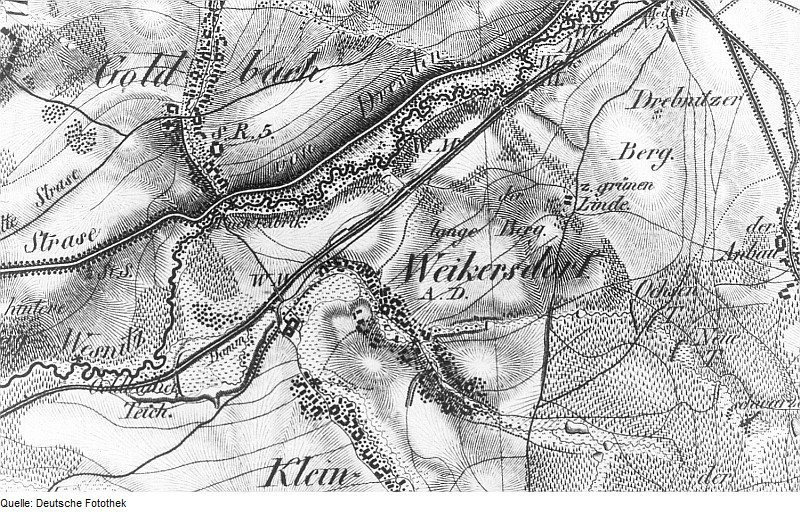
Die Ochsenteiche in der Oberreitschen Karte von 1821

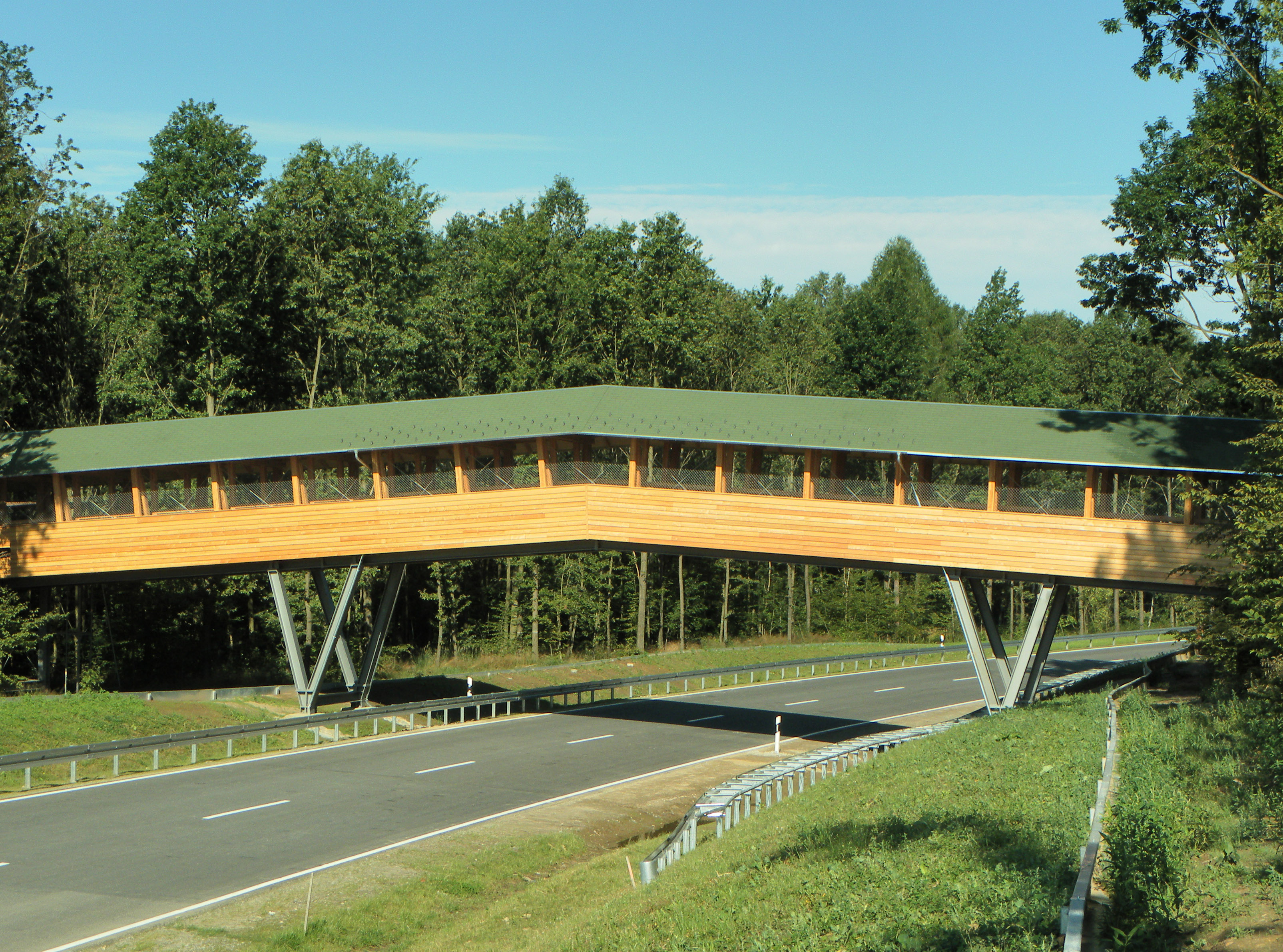
„Haselmausbrücke“ über die südwestliche Ortsumfahrung im Gebiet der Hungerau

Der im südwestlichen Teil der Altstadt Bischofswerdas gelegene Hungerauhof wurde mit Bürgerhäusern bebaut. Die nebenstehende Karte des Jahres 1793 führt noch den Namen Der Hof. Heute erinnert der Straßenname Am Hof an ihn.
Das Flurstück Der Hunger oder Die Hungerau befindet sich am Zusammenstoß der Gemarkungen von Bischofswerda, Putzkau und Weickersdorf. Der Hunger ist heute Wochenendhausgebiet mit teilweiser Kleingartenstruktur und dient der Naherholung.
Im Jahre 1785 wurden 321 Parzellen auf dem Viehleden für acht Groschen Jahreszins erblich an die Bürger übergeben. Daher gehört zu einigen Wohnhäusern der Stadt ein sogenanntes Hausfleckl. Das Gelände wird in Verlängerung der Süßmilchstraße vom Viehlendenweg erschlossen.
Des Weiteren gehört zum Hunger ein nördlich der ehemaligen Ziegelei Chicago gelegenes, circa 14 Hektar großes, mit Stieleichen, Pappeln und Lärchen bewachsenes Waldstück: das Rehwäldchen. Der ihm nahe gelegene Ochsenteich wurde 1816 trockengelegt und zum Teil mit Erlen besät. Eine Pflanzung mit Fichten folgte in den Jahren 1884 und 1885.
Seit Ende 2011 wird das Gebiet durch eine Ortsumgehung durchschnitten, die die südliche B 98 mit der B 6 verbindet.